# Tellervo euploeomorpha
Tellervo euploeomorpha is een vlinder uit de familie Nymphalidae. De wetenschappelijke naam van de soort is voor het eerst geldig gepubliceerd in 1976 door Howarth, Kawazoe & Sibatani.